# 特務再出發
《特務再出發》（英語：Back in Action）是一部2025年美國動作喜劇片，由塞斯·高登執導並與布蘭登·歐布萊恩聯合編劇，傑米·福克斯、卡麥蓉·狄亞、安德魯·史考特、傑米·德梅特里尤、凱爾·錢德勒與葛倫·克蘿絲主演，講述一對引退江湖的夫妻檔特務重操舊業，在躲避老對手追殺的同時保護孩子。電影2025年1月17日透過Netflix串流發行，並取得影評界整體負面的評價。

## 劇情
中央情報局（CIA）臥底特務馬特與艾蜜莉接令，從前蘇聯祕密警察、現任沃爾卡幫（Volka，波蘭—白俄羅斯僱傭兵組織）老大巴達薩·戈爾的宅邸偷走ICS鑰匙（能接管任何電子設備的工業控制系統）。馬特與艾蜜莉成功偷走鑰匙並搭上撤離飛機；在機上，艾蜜莉透露自己懷有身孕，與她相戀的馬特願意為此成家立室。機組人員為了鑰匙而伏擊了他們，兩人設法制伏敵人，但飛機墜毀於山谷。他們雖然倖存，但認為必有人向機組人員提供了他們持有鑰匙的情報，於是決定藉由山難脫離情報局。
15年後，已成婚的馬特和艾蜜莉居住在亞特蘭大，同時努力照顧孩子李奧和愛麗絲。當馬特和艾蜜莉在夜店對他人大打出手的影片外流時，引起查克以及沃爾卡幫的注意；當查克試圖警告馬特和艾蜜莉時，沃爾卡幫開槍射殺了查克。馬特和艾蜜莉設法擺脫了僱傭兵，從學校帶走孩子們並飛往英格蘭，去見愛麗絲疏遠的母親——金妮·柯蒂斯；金妮也是前軍情六處 狙擊手，現掌管著離岸非政府組織獵狐公司（Foxhunter Ltd）。
抵達希思羅後，一家人遭到沃爾卡幫的追捕，而以艾蜜莉前男友巴隆為首的軍情六處（MI6）也在追蹤他們。雖然他們不願意向孩子們透露自己的秘密，但當他們目睹父母在到達金妮的莊園之前擊退沃爾卡的僱傭兵並躲避追捕的軍情六處時，這對夫婦被迫向他們透露了真相。馬特和艾蜜莉在抵達金妮的莊園之前，擊退了沃爾卡的僱傭兵並躲避追捕的軍情六處；瞞不住的兩人向孩子們坦白了自己是前特務的真相。
當馬特和艾蜜莉找到ICS鑰匙時，沃爾卡僱傭兵襲擊了莊園。他們發現查克不僅被發現還活著，而且還與戈爾和沃爾卡合作。原來，CIA在馬特和艾蜜莉假死後將責任歸咎於查克，查克被解僱並失去了一切，於是打算向兩人報復並高價賣出ICS鑰匙。查克等人捉走了愛麗絲及李奧，並打昏了馬特和艾蜜莉。金妮擊退了沃爾卡的幾名幹員，但其男友奈傑爾在戰鬥中被流彈打傷。
馬特和艾蜜莉清醒後，利用李奧的智能戒指追蹤查克到倫敦泰特現代藝術館的一場正式活動，查克計劃在此將ICS鑰匙出售給出價最高者。查克為了展示商品，命令技術助理黛芬妮使用鑰匙入侵發電站，導致倫敦短暫停電，然後強行打開泰晤士河防洪閘。馬特和艾蜜莉潛入藝術館，以追擊查克；巴隆帶領MI6也趕來逮捕查克，並還馬特和艾蜜莉清白。馬特和艾蜜莉在金妮的幫助下追捕查克，對方打算帶著李奧和愛麗絲一起穿過泰晤士河防洪閘從倫敦逃走。奈傑爾開車撞翻了打算駕車離開的黛芬妮；黛芬妮昏迷不醒，奈傑爾接管了ICS鑰匙。
金妮指示奈傑爾關閉泰晤士河防洪閘，而艾蜜莉則徵用了一艘船，與馬特追上了查克。他們把李奧和愛麗絲扔進水裡，制伏了查克，並把他留在船上。查克的船最終撞上正在關閉的防洪閘，令他死於爆炸之中。馬特與艾蜜莉一家被警察和MI6救下，艾蜜莉也與母親和解。
事後，當全家人觀看完愛麗絲的足球比賽後，巴隆找上馬特與艾蜜莉，稱查克的屍體不見蹤影，暗示對方可能還活著，並建議他們招募連馬特都不知道的艾蜜莉之父來幫忙。

## 演員
- 傑米·福克斯飾演馬特（Matt）：艾蜜莉之夫，前CIA特務。
- 卡麥蓉·狄亞飾演艾蜜莉（Emily）：馬特之妻，前CIA特務。
- 安德魯·史考特飾演巴隆（Baron）：MI6探員，艾蜜莉的前男友。
- 傑米·德梅特里尤（英语：Jamie Demetriou）飾演奈傑爾（Nigel）：金妮的男友。
- 凱爾·錢德勒飾演查克（Chuck）：CIA特務，馬特與艾蜜莉的老友。
- 葛倫·克蘿絲飾演金妮·柯蒂斯（Ginny Curtis）：艾蜜莉之母，前MI6傳奇狙擊手。
- 麥肯娜·羅勃茲（McKenna Roberts）飾演愛麗絲（Alice）：馬特與艾蜜莉之女。
- 雷蘭·傑克森（Rylan Jackson）飾演李奧（Leo）：馬特與艾蜜莉之子。
- 佛拉·伊凡斯-耶肯伯拉（英语：Fola Evans-Akingbola）飾演溫蒂（Wendy）：巴隆的副手。
- 羅伯特·貝斯塔（德语：Robert Besta）飾演巴達薩·戈爾（Balthazar Gor）：前蘇聯祕密警察，沃爾卡幫（Volka）老大。
- 巴希爾·薩拉赫丁（英语：Bashir Salahuddin）飾演克里斯教練（Coach Chris）：愛麗絲的足球教練。
- 湯姆·布蘭尼（英语：Tom Brittney）飾演迪倫（Dylan）：空少。

## 製作
據2022年6月的報導，息影多年的卡麥蓉·狄亞即將復出，出演塞斯·高登和布蘭登·歐布萊恩編劇的Netflix動作喜劇片《特務再出發》，高登身兼導演，傑米·福克斯也將擔任主演。博·鮑曼（Beau Bauman）將透過良一（Good One）製片公司擔任本片的監製，高登則透過附件A（Exhibit A）擔任監製，福克斯、達塔里·特納（Datari Turner）、歐布萊恩和馬克·麥克奈爾（Mark McNair）皆任執行製片人。狄亞2014年退休前的最後一部電影是《安妮》，同由福克斯主演。2022年8月，福克斯向節目《今夜娛樂》談到說服狄亞參與演出；福克斯認為「卡麥蓉擁有如此不可思議的力量，她在此行業貢獻良多。」他問狄亞：「你想玩得開心嗎？我認為這就是她願意復出的原因……我們很高興這件事發生並期待之。」
2022年11月，葛倫·克蘿絲和凱爾·錢德勒加入演出陣容。2023年2月，安德魯·史考特、麥肯娜·羅勃茲（McKenna Roberts）、雷蘭·傑克森（Rylan Jackson）與傑米·德梅特里尤被選角。電影2022年12月2日至2023年3月9日在倫敦進行主要拍攝。2023年2月下旬，狄亞被外界目擊到在泰晤士河拍片。劇組3月28日至亞特蘭大拍攝，4月下旬殺青。4月中旬拍攝期間，當福克斯因醫療緊急情況住院時，替身被用來拍攝他剩餘的戲份。
雖然高登和歐布萊恩完成了整體劇本，但也有其他編劇做出了各種貢獻：安德蕾雅·柏拉夫、馬泰奧·博爾蓋斯（Matteo Borghese）、喬爾·丘奇-庫柏（Joel Church-Cooper）、亞當·科爾-凱利（Adam Cole-Kelly）、達娜·福克斯、保羅·弗魯赫博姆（Paul Fruchbom）、約翰·蓋茨（John Gatins）、喬·努斯鮑姆（Joe Nussbaum）、卡西·帕帕斯（Cassie Pappas）、列農·帕勒姆（Lennon Parham）、山姆·皮特曼（Sam Pitman）、艾倫·山曼（Ellen Shanman）、勞拉·索倫（Laura Solon）、大衛·斯塔森（David Stassen）、傑西卡·聖克萊爾（Jessica St. Clair）、維多利亞·斯特勞斯（Victoria Strouse）與于莉蓮（Lillian Yu）。

## 發行
《特務再出發》2025年1月17日在Netflix上線。此前的發行日為2024年11月15日。
本片在上線後的前三天觀看次數達4680萬次，成為自《超時空亞當計畫》（2022年）以來首週末觀看數最高的Netflix英語電影。

## 反響
《特務再出發》在影評界評價不佳。在爛番茄網站上基於69篇評論，新鮮度僅26%，平均得分4.3／10，共識評論：「狄亞與福克斯的回歸固然很好，但他們值得比這部刻板動作喜劇更熱烈的歡迎。」在Metacritic上，電影根據23位影評的打分而獲得47分（滿分100），代表「好壞參半的評價」。
克里斯蒂·勒米爾在羅傑·埃伯特網上給本片打出了1星（滿分4星），並評論：「《重返行動》還不至於像《紅色通緝令》令人討厭、毫無靈魂，絕對屬於那種光鮮亮麗、周遊世界的動作片，你可以邊折衣服邊觀看。但整體而言讓人倍感自嗨。」
《芝加哥太陽報》的理查·洛普給予電影2.5星（滿分4星）；他在評論中寫道：「導演塞斯·高登（《真愛囧冤家》、《老闆不是人》）精通拍攝具有明星吸引力的速節奏喜劇，而狄亞（在銀幕上的魅力絲毫沒有喪失）和福克斯的同框非常棒，但如果他們能夠處理更具創意及挑戰的概念，觀感豈不是更好？在電影中邊講俏皮話，邊進行令人難以置信的高難度動作戲，就相當於早午晚都點了快餐，而外頭還有很多更有趣的菜單可供選擇。」

## 外部連結
- 在Netflix上觀看《特務再出發》
- 互联网电影数据库（IMDb）上《特務再出發》的资料（英文）